# Mónica de Jesús
Basilia Cornago Zapater, que después sería conocida como Sor Mónica de Jesús, nació en Monteagudo (Navarra) el 17 de mayo de 1889. Fue la tercera de diez hermanos. Educada en el ambiente de una familia rural de profundas raíces cristianas, a la edad de 19 años sintió la llamada del Señor hacia la vida religiosa e ingresó en el Monasterio Santa María Magdalena de Agustinas de Baeza. Allí falleció santamente el 14 de junio de 1964. 

## Historia

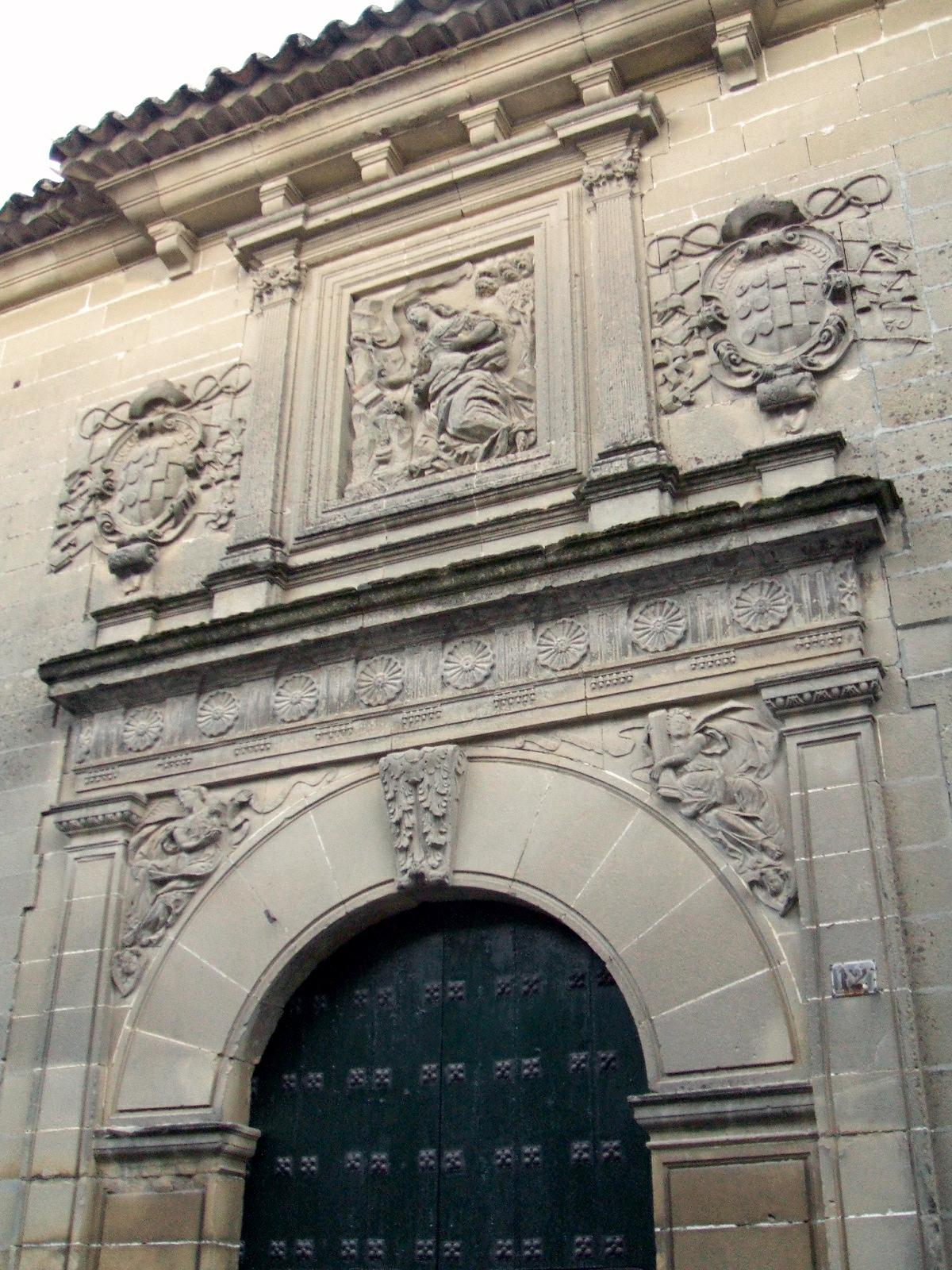
Convento de la Magdalena (Baeza): portada de la capilla

Sor Mónica era una religiosa de velo blanco o hermana de obediencia, es decir, de las más humildes del convento; sin estudios especiales, pronto destacó por su gran devoción. 
Hizo su profesión simple el 6 de enero de 1910. Durante dos años estuvo habitando en el convento de Martos, donde hizo sus votos solemnes y donde mantuvo su primera entrevista con el P. Eugenio Cantera, su director espiritual durante cuarenta años. De Martos, en 1914, volvió a su monasterio de Baeza, del que no salió, sino durante el periodo de la guerra civil, alojada en algunas casas de familias baezanas, y entre los meses de abril a julio de 1939, en que estuvo con su familia en Monteagudo, en el convento de La Encarnación, de Madrid y en Serradilla (Cáceres), regresando definitivamente a Baeza el 19 de julio de 1939, para permanecer aquí hasta su fallecimiento.

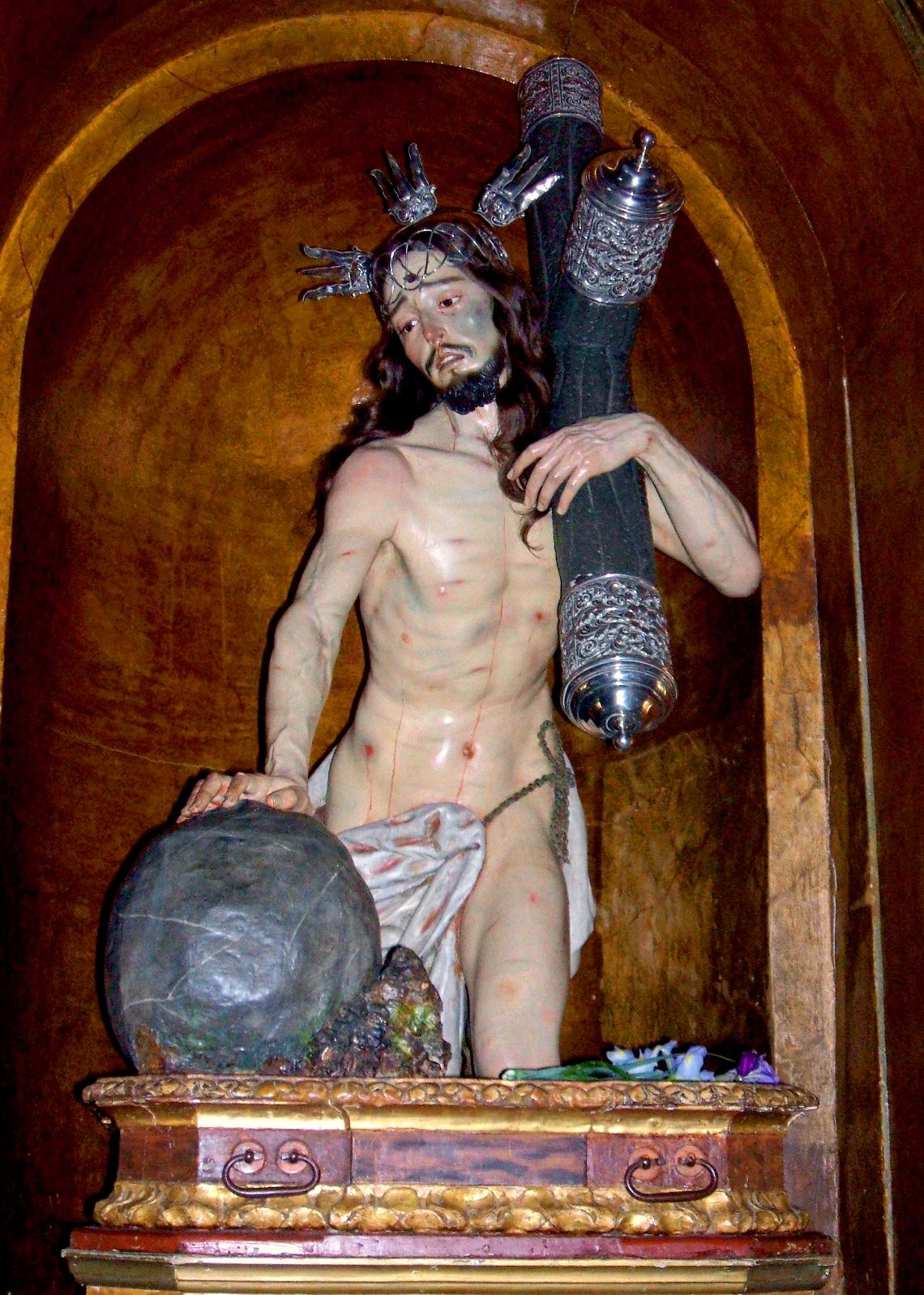
Imagen barroca del Cristo de la Caída (convento de la Magdalena, Baeza) que siempre inspiró gran devoción en sor Mónica.

Protagonizó fenómenos de bilocación o de visión a distancia que le permitían saber de hechos que ocurrían a muchos kilómetros. Se le aparecía Jesús muchas veces, y hasta le cambiaba su corazón por el suyo. Llamaba a su ángel custodio «hermano mayor».  Se le aparecían las almas del purgatorio para pedirle ayuda o para agradecerle sus oraciones. 

## Causa de beatificación
El 8 de diciembre de 1979 –quince años después de su muerte– se abrió la causa de beatificación en la Catedral de Baeza. Su sepulcro se trasladó de la cripta a la iglesia de su convento.
A los 28 años de su muerte, el 14 de junio de 1992, el papa Juan Pablo II decretó la declaración de virtudes de sor Mónica. 
La oficina de la Causa de Canonización de Sor Mónica de Jesús está en el propio monasterio de Santa María Magdalena.